# Liste der Werke der Loeb Classical Library

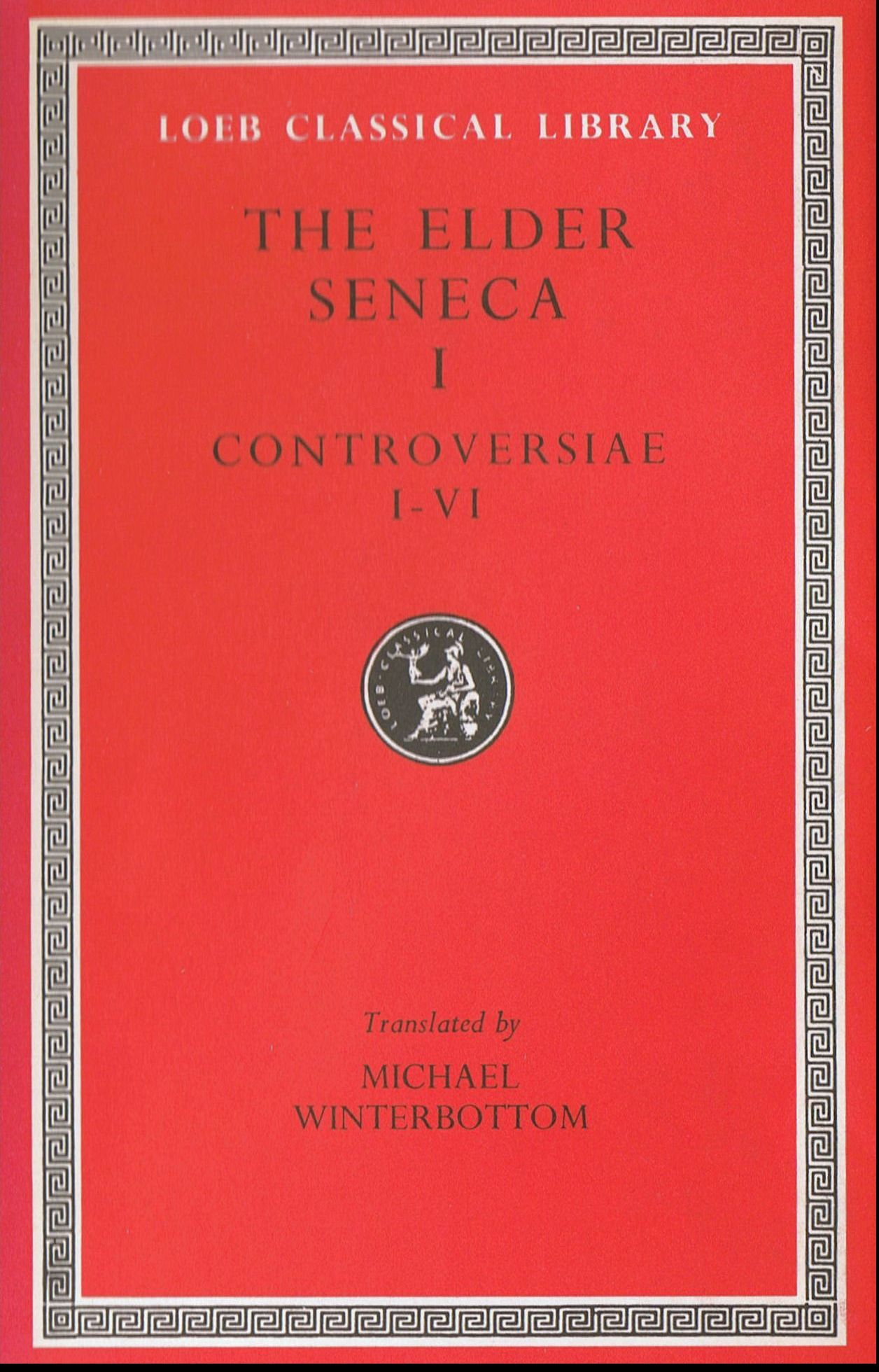
Lateinisches Werk aus der Buchreihe, mit rotem Umschlag (griechische Werke haben einen grünen Umschlag)

Dies ist eine Liste der Werke der Loeb Classical Library (Loebs Bibliothek der Klassik). Die nach ihrem Gründer James Loeb benannte renommierte Buchreihe von zweisprachigen Ausgaben der klassischen griechischen und lateinischen Literatur, jeweils mit englischer Übersetzung, wurde im Jahr 1911 begründet. Sie erscheint bei der Harvard University Press.
Der erste Band der Reihe umfasst die 1912 erschienenen Argonautika (eine epische Version der Argonautensage) von Apollonios von Rhodos, der zweite der erste Teilband der Römischen Geschichte des Griechen Appian. Die Reihe umfasst inzwischen bereits fünfhundertfünfzig Bände (2022).
Viele Bände der Reihe sind online zugänglich.
Die Qualität der Bände gilt als uneben.

## Übersicht
Als Werktitel angegeben sind die jeweiligen englischen Titelübersetzungen (nach dem Schema: "[[Sieben gegen Theben|Seven Against Thebes]]"). In den Überschriften der hier verwendeten Gliederung wurden die englischen Schreibungen der antiken Autorennamen des Buchtitels übersetzt bzw. in einer im deutschen üblichen Namensform wiedergegeben (z. B. Ptolemy = Ptolemäus; Aristotle = Aristoteles; Livy = Livius; Jerome = Hieronymus usw.). Bei den Titeln der Werke wurde nach dem Muster „[[Ilias|Iliad]]“ / „[[Odyssee|Odyssey]]“ bzw. „[[Metamorphosen (Ovid)|Metamorphoses]]“ vorgegangen. – Ziel und Zweck der Verlinkungen sind Hinweise auf vorhandene Hauptartikel zu den antiken Werken und Personen, auch in anderen Sprachversionen.

### Griechisch

#### Dichtung

##### Homer
- L170N Iliad, Second Edition: Volume I. Books 1–12
- L171N Iliad: Volume II. Books 13–24
- L104 Odyssey: Volume I. Books 1–12
- L105 Odyssey: Volume II. Books 13–24

##### Hesiod
- L057N Volume I. Theogony. Works and Days. Testimonia
- L503 Volume II. The Shield. Catalogue of Women. Other Fragments

##### Nonnos
- L344 Dionysiaca: Volume I. Books 1–15
- L354 Dionysiaca: Volume II. Books 16–35
- L356 Dionysiaca: Volume III. Books 36–48

##### Andere epische Dichtung
- L496 Homeric Hymns. Homeric Apocrypha. Lives of Homer
- L497 Greek Epic Fragments (including the Epic Cycle)
- L001 Apollonius Rhodius: Argonautica
- L019 Quintus Smyrnaeus: The Fall of Troy
- L219 Oppian, Colluthus, and Tryphiodorus

##### Lyrische, jambische und elegische Dichtung
- L142 Greek Lyric Poetry: Volume I. Sappho and Alcaeus
- L143 Greek Lyric Poetry: Volume II. Anacreon, Anacreontea, Choral Lyric from Olympus to Alcman
- L476 Greek Lyric Poetry: Volume III. Stesichorus, Ibycus, Simonides, and Others
- L461 Greek Lyric Poetry: Volume IV. Bacchylides, Corinna, and Others
- L144 Greek Lyric Poetry: Volume V. The New School of Poetry and Anonymous Songs and Hymns
- L258N Greek Elegiac Poetry: From the Seventh to the Fifth Centuries BC. Tyrtaeus, Solon, Theognis, and Others
- L259N Greek Iambic Poetry: From the Seventh to the Fifth Centuries BC. Archilochus, Semonides, Hipponax, and Others
- L056 Pindar: Volume I. Olympian Odes. Pythian Odes
- L485 Pindar: Volume II. Nemean Odes. Isthmian Odes. Fragments

##### Andere hellenistische Dichtung
- L129 Callimachus: Hymns, Epigrams. Phaenomena. Alexandra
- L421 Callimachus: Aetia, Iambi, Hecale and Other Fragments. Hero and Leander
- L028 Greek Bucolic Poets: Theocritus. Bion. Moschus
- L508 Hellenistic Collection: Philitas. Alexander of Aetolia. Hermesianax. Euphorion. Parthenius

##### Griechische Anthologie
- L067 Volume I. Book 1: Christian Epigrams. Book 2: Christodorus of Thebes in Egypt. Book 3: The Cyzicene Epigrams. Book 4: The Proems of the Different Anthologies. Book 5: The Amatory Epigrams. Book 6: The Dedicatory Epigrams
- L068 Volume II. Book 7: Sepulchral Epigrams. Book 8: The Epigrams of St. Gregory the Theologian
- L084 Volume III. Book 9: The Declamatory Epigrams
- L085 Volume IV. Book 10: The Hortatory and Admonitory Epigrams. Book 11: The Convivial and Satirical Epigrams. Book 12: Strato's Musa Puerilis
- L086 Volume V. Book 13: Epigrams in Various Metres. Book 14: Arithmetical Problems, Riddles, Oracles. Book 15: Miscellanea. Book 16: Epigrams of the Planudean Anthology Not in the Palatine Manuscript

#### Drama

##### Aischylos
- L145N Volume I. Persians. Seven Against Thebes. Suppliant Maidens. Prometheus Bound
- L146N Volume II. Oresteia: Agamemnon. Libation-Bearers. Eumenides
- L505 Volume III. Fragments

##### Sophokles
- L020 Volume I. Ajax. Electra. Oedipus Tyrannus, ISBN 0-674-99557-0.
- L021 Volume II. Antigone. The Women of Trachis. Philoctetes. Oedipus at Colonus, ISBN 0-674-99558-9.
- L483 Volume III. Fragments, ISBN 0-674-99532-5.

##### Euripides
- L012 Volume I. Cyclops. Alcestis. Medea
- L484 Volume II. Children of Heracles. Hippolytus. Andromache. Hecuba
- L009 Volume III. Suppliant Women. Electra. Heracles
- L010N Volume IV. Trojan Women. Iphigenia among the Taurians. Ion
- L011N Volume V. Helen. Phoenician Women. Orestes
- L495 Volume VI. Bacchae. Iphigenia at Aulis. Rhesus
- L504 Volume VII. Fragments: Aegeus-Meleager
- L506 Volume VIII. Fragments: Oedipus-Chrysippus. Other Fragments

##### Aristophanes
- L178 Volume I. Acharnians. Knights
- L488 Volume II. Clouds. Wasps. Peace
- L179N Volume III. Birds. Lysistrata. Women at the Thesmophoria
- L180N Volume IV. Frogs. Assemblywomen. Wealth
- L502 Volume V. Fragments, ISBN 0-674-99615-1.

##### Fragmente der Alten Komödie
- L513 Volume I. Alcaeus to Diocles
- L514 Volume II. Diopeithes to Pherecrates
- L515 Volume III. Philonicus to Xenophon. Adespota

##### Menander
- L132 Volume I. Aspis. Georgos. Dis Exapaton. Dyskolos. Encheiridion. Epitrepontes
- L459 Volume II. Heros. Theophoroumene. Karchedonios. Kitharistes. Kolax. Koneiazomenai. Leukadia. Misoumenos. Perikeiromene. Perinthia
- L460N Volume III. Samia. Sikyonioi. Synaristosai. Phasma. Unidentified Fragments

#### Philosophen

##### Early Greek Philosophy
- L524 Volume I. Introductory and Reference Materials
- L525 Volume II. Beginnings and Early Ionian Thinkers, Part 1
- L526 Volume III. Early Ionian Thinkers, Part 2
- L527 Volume IV. Western Greek Thinkers, Part 1
- L528 Volume V. Western Greek Thinkers, Part 2
- L529 Volume VI. Later Ionian and Athenian Thinkers, Part 1
- L530 Volume VII. Later Ionian and Athenian Thinkers, Part 2
- L531 Volume VIII. Sophists, Part 1
- L532 Volume IX. Sophists, Part 2

##### Aristoteles
- L325 Volume I. Categories. On Interpretation. Prior Analytics ISBN 0-674-99359-4.
- L391 Volume II. Posterior Analytics. Topica ISBN 0-674-99430-2.
- L400 Volume III. On Sophistical Refutations. On Coming-to-be and Passing Away. On the Cosmos, ISBN 0-674-99441-8.
- L228 Volume IV. Physics, Books 1–4, ISBN 0-674-99251-2.
- L255 Volume V. Physics, Books 5–8, ISBN 0-674-99281-4.
- L338 Volume VI. On the Heavens ISBN 0-674-99372-1.
- L397 Volume VII. Meteorologica, ISBN 0-674-99436-1.
- L288 Volume VIII. On the Soul. Parva Naturalia. On Breath ISBN 0-674-99318-7.
- L437 Volume IX. History of Animals, Books 1–3, ISBN 0-674-99481-7.
- L438 Volume X. History of Animals, Books 4–6, ISBN 0-674-99482-5.
- L439 Volume XI. History of Animals, Books 7–10, ISBN 0-674-99483-3.
- L323 Volume XII. Parts of Animals. Movement of Animals. Progression of Animals ISBN 0-674-99357-8.
- L366 Volume XIII. Generation of Animals, ISBN 0-674-99403-5.
- L307 Volume XIV. Minor Works: On Colours. On Things Heard. Physiognomics. On Plants. On Marvellous Things Heard. Mechanical Problems. On Indivisible Lines. The Situations and Names of Winds. On Melissus, Xenophanes, Gorgias ISBN 0-674-99338-1.
- L316 Volume XV. Problems, Books 1–21, ISBN 0-674-99349-7.
- L317 Volume XVI. Problems, Books 22–38. Rhetorica ad Alexandrum, ISBN 0-674-99350-0.
- L271 Volume XVII. Metaphysics, Books 1–9, ISBN 0-674-99299-7.
- L287 Volume XVIII. Metaphysics, Books 10–14. Oeconomica. Magna Moralia ISBN 0-674-99317-9.
- L073 Volume XIX. Nicomachean Ethics ISBN 0-674-99081-1.
- L285 Volume XX. Athenian Constitution. Eudemian Ethics. Virtues and Vices ISBN 0-674-99315-2.
- L264 Volume XXI. Politics ISBN 0-674-99291-1.
- L193 Volume XXII. The Art of Rhetoric ISBN 0-674-99212-1.
- L199 Volume XXIII. Poetics. Longinus, On the Sublime. Demetrius, On Style ISBN 0-674-99563-5.

##### Athenaios
- L204 The Deipnosophists: Volume I. Books 1–3.106e
- L208 The Deipnosophists: Volume II. Books 3.106e-5
- L224 The Deipnosophists: Volume III. Books 6–7
- L235 The Deipnosophists: Volume IV. Books 8–10
- L274 The Deipnosophists: Volume V. Books 11–12
- L327 The Deipnosophists: Volume VI. Books 13–14.653b
- L345 The Deipnosophists: Volume VII. Books 14.653b-15
- L519 The Deipnosophists: Volume VIII. Book 15

Anmerkung: Die ältere Ausgabe von Charles Burton Gulick wurde durch die von S. Douglas Olson unter dem Titel The Learned Banqueters ersetzt.

##### Epiktet
- L131 Volume I. Discourses, Books 1–2
- L218 Volume II. Discourses, Books 3–4. Fragments. The Encheiridion

##### Mark Aurel
- L058 Collected works

##### Philon
- L226 Volume I. On the Creation. Allegorical Interpretation of Genesis 2 and 3
- L227 Volume II. On the Cherubim. The Sacrifices of Abel and Cain. The Worse Attacks the Better. On the Posterity and Exile of Cain. On the Giants
- L247 Volume III. On the Unchangeableness of God. On Husbandry. Concerning Noah's Work As a Planter. On Drunkenness. On Sobriety
- L261 Volume IV. On the Confusion of Tongues. On the Migration of Abraham. Who Is the Heir of Divine Things? On Mating with the Preliminary Studies
- L275 Volume V. On Flight and Finding. On the Change of Names. On Dreams
- L289 Volume VI. On Abraham. On Joseph. On Moses
- L320 Volume VII. On the Decalogue. On the Special Laws, Books 1–3
- L341 Volume VIII. On the Special Laws, Book 4. On the Virtues. On Rewards and Punishments
- L363 Volume IX. Every Good Man is Free. On the Contemplative Life. On the Eternity of the World. Against Flaccus. Apology for the Jews. On Providence
- L379 Volume X. On the Embassy to Gaius. General Indexes
- L380 Supplement I: Questions and Answers on Genesis
- L401 Supplement II: Questions and Answers on Exodus

##### Platon
- L036 Volume I. Euthyphro. Apology. Crito. Phaedo. Phaedrus ISBN 0-674-99040-4.
- L165 Volume II. Laches. Protagoras. Meno. Euthydemus ISBN 0-674-99183-4.
- L166 Volume III. Lysis. Symposium. Gorgias ISBN 0-674-99184-2.
- L167 Volume IV. Cratylus. Parmenides. Greater Hippias. Lesser Hippias ISBN 0-674-99185-0.
- L237 Volume V. The Republic, Books 1–5, ISBN 0-674-99262-8.
- L276 Volume VI. The Republic, Books 6–10, ISBN 0-674-99304-7.
- L123 Volume VII. Theaetetus. Sophist ISBN 0-674-99137-0.
- L164 Volume VIII. Statesman. Philebus. Ion ISBN 0-674-99182-6.
- L234 Volume IX. Timaeus. Critias. Cleitophon. Menexenus. Epistles, ISBN 0-674-99257-1.
- L187 Volume X. Laws, Books 1–6, ISBN 0-674-99206-7.
- L192 Volume XI. Laws, Books 7–12, ISBN 0-674-99211-3.
- L201 Volume XII. Charmides. Alcibiades 1 & 2. Hipparchus. The Lovers. Theages. Minos. Epinomis ISBN 0-674-99221-0.

##### Plotin
- L440 Volume I. Porphyry's Life of Plotinus. Ennead 1
- L441 Volume II. Ennead 2
- L442 Volume III. Ennead 3
- L443 Volume IV. Ennead 4
- L444 Volume V. Ennead 5
- L445 Volume VI. Ennead 6.1–5
- L468 Volume VII. Ennead 6.6–9

##### Plutarch
- L197 Moralia: Volume I. The Education of Children. How the Young Man Should Study Poetry. On Listening to Lectures. How to Tell a Flatterer from a Friend. How a Man May Become Aware of His Progress in Virtue
- L222 Moralia: Volume II. How to Profit by One's Enemies. On Having Many Friends. Chance. Virtue and Vice. Letter of Condolence to Apollonius. Advice About Keeping Well. Advice to Bride and Groom. The Dinner of the Seven Wise Men. Superstition
- L245 Moralia: Volume III. Sayings of Kings and Commanders. Sayings of Romans. Sayings of Spartans. The Ancient Customs of the Spartans. Sayings of Spartan Women. Bravery of Women
- L305 Moralia: Volume IV. Roman Questions. Greek Questions. Greek and Roman Parallel Stories. On the Fortune of the Romans. On the Fortune or the Virtue of Alexander. Were the Athenians More Famous in War or in Wisdom?
- L306 Moralia: Volume V. Isis and Osiris. The E at Delphi. The Oracles at Delphi No Longer Given in Verse. The Obsolescence of Oracles
- L337 Moralia: Volume VI. Can Virtue Be Taught? On Moral Virtue. On the Control of Anger. On Tranquility of Mind. On Brotherly Love. On Affection for Offspring. Whether Vice Be Sufficient to Cause Unhappiness. Whether the Affections of the Soul are Worse Than T
- L405 Moralia: Volume VII. On Love of Wealth. On Compliancy. On Envy and Hate. On Praising Oneself Inoffensively. On the Delays of the Divine Vengeance. On Fate. On the Sign of Socrates. On Exile. Consolation to His Wife
- L424 Moralia: Volume VIII. Table-talk, Books 1–6
- L425 Moralia: Volume IX. Table-Talk, Books 7–9. Dialogue on Love
- L321 Moralia: Volume X. Love Stories. That a Philosopher Ought to Converse Especially With Men in Power. To an Uneducated Ruler. Whether an Old Man Should Engage in Public Affairs. Precepts of Statecraft. On Monarchy, Democracy, and Oligarchy. That We Ought No
- L426 Moralia: Volume XI. On the Malice of Herodotus. Causes of Natural Phenomena
- L406 Moralia: Volume XII. Concerning the Face Which Appears in the Orb of the Moon. On the Principle of Cold. Whether Fire or Water Is More Useful. Whether Land or Sea Animals Are Cleverer. Beasts Are Rational. On the Eating of Flesh
- L427 Moralia: Volume XIII. Part 1. Platonic Essays
- L470 Moralia: Volume XIII. Part 2. Stoic Essays
- L428 Moralia: Volume XIV. That Epicurus Actually Makes a Pleasant Life Impossible. Reply to Colotes in Defence of the Other Philosophers. Is „Live Unknown“ a Wise Precept? On Music
- L429 Moralia: Volume XV. Fragments
- L499 Moralia: Volume XVI. Index

##### Ptolemäus
- L435 Tetrabiblos

##### Sextus Empiricus
- L273 Volume I. Outlines of Pyrrhonism
- L291 Volume II. Against the Logicians
- L311 Volume III. Against the Physicists. Against the Ethicists
- L382 Volume IV. Against the Professors

##### Theophrast
- L070 Enquiry into Plants: Volume I. Books 1–5
- L079 Enquiry into Plants: Volume II. Books 6–9. Treatise on Odours. Concerning Weather Signs
- L225 Characters. Mimes. Cercidas and the Choliambic Poets
- L225N Characters. Herodas, Mimes. Sophron and Other Mime Fragments
- L471 De Causis Plantarum: Volume I. Books 1–2
- L474 De Causis Plantarum: Volume II. Books 3–4
- L475 De Causis Plantarum: Volume III. Books 5–6

##### Griechische Mathematiker (Auszüge)
- L335 Greek Mathematical Works: Volume I. From Thales to Euclid
- L362 Greek Mathematical Works: Volume II. From Aristarchus to Pappus

#### Historiker

##### Appian
- L002 Roman History: Volume I. Books 1–8.1
- L003 Roman History: Volume II. Books 8.2–12
- L004 Roman History: Volume III. The Civil Wars, Books 1–3.26
- L005 Roman History: Volume IV. The Civil Wars, Books 3.27–5

##### Arrian
- L236 Volume I. Anabasis of Alexander, Books 1–4
- L269 Volume II. Anabasis of Alexander, Books 5–7. Indica

##### Cassius Dio
- L032 Roman History: Volume I. Fragments of Books 1–11
- L037 Roman History: Volume II. Fragments of Books 12–35 and of Uncertain Reference
- L053 Roman History: Volume III. Books 36–40
- L066 Roman History: Volume IV. Books 41–45
- L082 Roman History: Volume V. Books 46–50
- L083 Roman History: Volume VI. Books 51–55
- L175 Roman History: Volume VII. Books 56–60
- L176 Roman History: Volume VIII. Books 61–70
- L177 Roman History: Volume IX. Books 71–80

##### Diodor
- L279 Volume I. Library of History, Books 1–2.34
- L303 Volume II. Library of History, Books 2.35–4.58
- L340 Volume III. Library of History, Books 4.59–8
- L375 Volume IV. Library of History, Books 9–12.40
- L384 Volume V. Library of History, Books 12.41–13
- L399 Volume VI. Library of History, Books 14–15.19
- L389 Volume VII. Library of History, Books 15.20–16.65
- L422 Volume VIII. Library of History, Books 16.66–17
- L377 Volume IX. Library of History, Books 18–19.65
- L390 Volume X. Library of History, Books 19.66–20
- L409 Volume XI. Library of History, Fragments of Books 21–32
- L423 Volume XII. Library of History, Fragments of Books 33–40

##### Herodian
- L454 History of the Empire: Volume I. Books 1–4
- L455 History of the Empire: Volume II. Books 5–8

##### Herodot
- L117 The Persian Wars: Volume I. Books 1–2, ISBN 0-674-99130-3.
- L118 The Persian Wars: Volume II. Books 3–4, ISBN 0-674-99131-1.
- L119 The Persian Wars: Volume III. Books 5–7, ISBN 0-674-99133-8.
- L120 The Persian Wars: Volume IV. Books 8–9, ISBN 0-674-99134-6.

##### Josephus
- L186 Volume I. The Life of Flavius Josephus. Against Apion
- L203 Volume II. The Jewish War, Books 1–2
- L487 Volume III. The Jewish War, Books 3–4
- L210 Volume IV. The Jewish War, Books 5–7:
- L242 Volume V. Jewish Antiquities, Books 1–3
- L490 Volume VI. Jewish Antiquities, Books 4–6
- L281 Volume VII. Jewish Antiquities, Books 7–8
- L326 Volume VIII. Jewish Antiquities, Books 9–11
- L365 Volume IX. Jewish Antiquities, Books 12–13
- L489 Volume X. Jewish Antiquities, Books 14–15
- L410 Volume XI. Jewish Antiquities, Books 16–17
- L433 Volume XII. Jewish Antiquities, Books 18–19
- L456 Volume XIII. Jewish Antiquities, Book 20

##### Manetho
- L350 History of Egypt and Other Works

##### Polybios
- L128 Histories: Volume I. Books 1–2
- L137 Histories: Volume II. Books 3–4
- L138 Histories: Volume III. Books 5–8
- L159 Histories: Volume IV. Books 9–15
- L160 Histories: Volume V. Books 16–27
- L161 Histories: Volume VI. Books 28–39

##### Prokop
- L048 Volume I. History of the Wars, Books 1–2. (Persian War)
- L081 Volume II. History of the Wars, Books 3–4. (Vandalic War)
- L107 Volume III. History of the Wars, Books 5–6.15. (Gothic War)
- L173 Volume IV. History of the Wars, Books 6.16–7.35. (Gothic War)
- L217 Volume V. History of the Wars, Books 7.36–8. (Gothic War)
- L290 Volume VI. The Anecdota or Secret History
- L343 Volume VII. On Buildings. General Index

##### Thukydides
- L108 History of the Peloponnesian War: Volume I. Books 1–2
- L109 History of the Peloponnesian War: Volume II. Books 3–4
- L110 History of the Peloponnesian War: Volume III. Books 5–6
- L169 History of the Peloponnesian War: Volume IV. Books 7–8. General Index

##### Xenophon
- L088 Volume I. Hellenica, Books 1–4
- L089 Volume II. Hellenica, Books 5–7
- L090 Volume III. Anabasis
- L168 Volume IV. Memorabilia and Oeconomicus. Symposium and Apologia
- L051 Volume V. Cyropaedia, Books 1–4
- L052 Volume VI. Cyropaedia, Books 5–8
- L183 Volume VII. Hiero. Agesilaus. Constitution of the Lacedaemonians. Ways and Means. Cavalry Commander. Art of Horsemanship. On Hunting. Old Oligarch: Constitution of the Athenians

#### Attische Redner

##### Aischines
- L106 Collected works

##### Demosthenes
- L238 Volume I. Olynthiacs 1–3. Philippic 1. On the Peace. Philippic 2. On Halonnesus. On the Chersonese. Philippics 3 and 4. Answer to Philip's Letter. Philip's Letter. On Organization. On the Navy-boards. For the Liberty of the Rhodians. For the People of Meg
- L155 Volume II. De Corona, De Falsa Legatione (18–19)
- L299 Volume III. Against Meidias. Against Androtion. Against Aristocrates. Against Timocrates. Against Aristogeiton 1 and 2 (21–26)
- L318 Volume IV. Private Orations (27–40)
- L346 Volume V. Private Orations (41–49)
- L351 Volume VI. Private Orations (50–58). In Neaeram (59)
- L374 Volume VII. Funeral Speech (60). Erotic Essay (61). Exordia. Letters

##### Isaios
- L202 Collected works

##### Isokrates
- L209 Volume I. To Demonicus. To Nicocles. Nicocles or the Cyprians. Panegyricus. To Philip. Archidamus
- L229 Volume II. On the Peace. Areopagiticus. Against the Sophists. Antidosis. Panathenaicus
- L373 Volume III. Evagoras. Helen. Busiris. Plataicus. Concerning the Team of Horses. Trapeziticus. Against Callimachus. Aegineticus. Against Lochites. Against Euthynus. Letters

##### Lysias
- L244Collected works

##### Kleinere attische Redner
- L308 Minor Attic Orators: Volume I. Antiphon and Andocides
- L395 Minor Attic Orators: Volume II. Lycurgus. Dinarchus. Demades. Hyperides

#### Biographie

##### Plutarch
- L046 Parallel Lives: Volume I. Theseus and Romulus. Lycurgus and Numa. Solon and Publicola
- L047 Parallel Lives: Volume II. Themistocles and Camillus. Aristides and Cato Major. Cimon and Lucullus
- L065 Parallel Lives: Volume III. Pericles and Fabius Maximus. Nicias and Crassus
- L080 Parallel Lives: Volume IV. Alcibiades and Coriolanus. Lysander and Sulla
- L087 Parallel Lives: Volume V. Agesilaus and Pompey. Pelopidas and Marcellus
- L098 Parallel Lives: Volume VI. Dion and Brutus. Timoleon and Aemilius Paulus
- L099 Parallel Lives: Volume VII. Demosthenes and Cicero. Alexander and Julius Caesar
- L100 Parallel Lives: Volume VIII. Sertorius and Eumenes. Phocion and Cato the Younger
- L101 Parallel Lives: Volume IX. Demetrius and Antony. Pyrrhus and Gaius Marius
- L102 Parallel Lives: Volume X. Agis and Cleomenes. Tiberius and Gaius Gracchus. Philopoemen and Flamininus
- L103 Parallel Lives: Volume XI. Aratus. Artaxerxes. Galba. Otho. General Index

##### Diogenes Laertius
- L184 Lives of Eminent Philosophers: Volume I. Books 1–5
- L185 Lives of Eminent Philosophers: Volume II. Books 6–10

##### Philostratos
- L016 Life of Apollonius of Tyana: Volume I. Books 1–5
- L017 Life of Apollonius of Tyana: Volume II. Books 6–8. Epistles of Apollonius. Eusebius: Treatise
- L458 Life of Apollonius of Tyana: Volume III. Letters of Apollonius, Ancient Testimonia, Eusebius′s Reply to Hierocles
- L134 Lives of the Sophists. Eunapius: Lives of the Philosophers and Sophists
- L521 Heroicus. Gymnasticus. Discourses 1 and 2

#### Altgriechischer Roman
- L481 Chariton: Callirhoe
- L045 Achilles Tatius: Leucippe and Clitophon
- L069 Longus: Daphnis and Chloe. Xenophon of Ephesus: Anthia and Habrocomes

#### Griechische Väter

##### Basilius
- L190 Letters: Volume I. Letters 1–58
- L215 Letters: Volume II. Letters 59–185
- L243 Letters: Volume III. Letters 186–248
- L270 Letters: Volume IV. Letters 249–368. Address to Young Men on Greek Literature

##### Clemens von Alexandrien
- L092 The Exhortation to the Greeks. The Rich Man's Salvation. To the Newly Baptized (Fragment)

##### Eusebius
- L153 Ecclesiastical History: Volume I. Books 1–5
- L265 Ecclesiastical History: Volume II. Books 6–10

##### Johannes von Damaskus
- L034 Barlaam and Ioasaph

##### Apostolische Väter
(edited by Bart Ehrman, replacing Kirsopp Lake's edition)
- L024 Apostolic Fathers: Volume I. I Clement. II Clement. Ignatius. Polycarp. Didache. Barnabas
- L025 Apostolic Fathers: Volume II. Shepherd of Hermas. Martyrdom of Polycarp. Epistle to Diognetus

#### Andere griechische Prosa

##### Aelian
- L446 On the Characteristics of Animals: Volume I. Books 1–5
- L448 On the Characteristics of Animals: Volume II. Books 6–11
- L449 On the Characteristics of Animals: Volume III. Books 12–17
- L486 Historical Miscellany

##### Aeneas Tacticus
- L156 Aeneas Tacticus, Asclepiodotus, and Onasander

##### Babrios und Phaedrus
- L436 Fables, ISBN 0-674-99480-9.

##### Alkiphron
- L383 Alciphron, Aelian, and Philostratus: The Letters

##### Apollodorus
- L121 The Library: Volume I. Books 1–3.9
- L122 The Library: Volume II. Book 3.10-end. Epitome

##### Dio Chrysostom
- L257 Discourses 1–11: Volume I
- L339 Discourses 12–30: Volume II
- L358 Discourses 31–36: Volume III
- L376 Discourses 37–60: Volume IV
- L385 Discourses 61–80. Fragments. Letters: Volume V

##### Dionysios von Halikarnassos
- L319 Roman Antiquities: Volume I. Books 1–2
- L347 Roman Antiquities: Volume II. Books 3–4
- L357 Roman Antiquities: Volume III. Books 5–6.48
- L364 Roman Antiquities: Volume IV. Books 6.49–7
- L372 Roman Antiquities: Volume V. Books 8–9.24
- L378 Roman Antiquities: Volume VI. Books 9.25–10
- L388 Roman Antiquities: Volume VII. Book 11. Fragments of Books 12–20
- L465 Critical Essays: Volume I. Ancient Orators. Lysias. Isocrates. Isaeus. Demosthenes. Thucydides
- L466 Critical Essays: Volume II. On Literary Composition. Dinarchus. Letters to Ammaeus and Pompeius

##### Galen
- L071 On the Natural Faculties
- L516 Method of Medicine: Volume I. Books 1–4
- L517 Method of Medicine: Volume II. Books 5–9
- L518 Method of Medicine: Volume III. Books 10–14
- L523 On the Constitution of the Art of Medicine. The Art of Medicine. A Method of Medicine to Glaucon

##### Hippokrates
- L147 Volume I. Ancient Medicine. Airs, Waters, Places. Epidemics 1 & 3. The Oath. Precepts. Nutriment
- L148 Volume II. Prognostic. Regimen in Acute Diseases. The Sacred Disease. The Art. Breaths. Law. Decorum. Physician (Ch. 1). Dentition
- L149 Volume III. On Wounds in the Head. In the Surgery. On Fractures. On Joints. Mochlicon
- L150 Volume IV. Nature of Man. Regimen in Health. Humours. Aphorisms. Regimen 1–3. Dreams. Heracleitus: On the Universe
- L472 Volume V. Affections. Diseases 1. Diseases 2
- L473 Volume VI. Diseases 3. Internal Affections. Regimen in Acute Diseases (Appendix)
- L477 Volume VII. Epidemics 2, 4–6
- L482 Volume VIII. Places in Man. Glands. Fleshes. Prorrhetic 1–2. Physician. Use of Liquids. Ulcers. Haemorrhoids. Fistulas
- L509 Volume IX. Anatomy. Nature of Bones. Heart. Eight Months' Child. Coan Prenotions. Crises. Critical Days. Superfetation. Girls. Excision of the Fetus. Sight
- L520 Volume X. Generation. Nature of the Child. Diseases 4. Nature of Women. Barrenness

##### Julian
- L013 Volume I. Orations 1–5
- L029 Volume II. Orations 6–8. Letters to Themistius, To the Senate and People of Athens, To a Priest. The Caesars. Misopogon
- L157 Volume III. Letters. Epigrams. Against the Galilaeans. Fragments

##### Libanius
- L451 Selected Orations: Volume I. Julianic Orations
- L452 Selected Orations: Volume II. Orations 2, 19–23, 30, 33, 45, 47–50
- L478 Autobiography and Selected Letters: Volume I. Autobiography. Letters 1–50
- L479 Autobiography and Selected Letters: Volume II. Letters 51–193

##### Lukian
- L014 Volume I. Phalaris. Hippias or The Bath. Dionysus. Heracles. Amber or The Swans. The Fly. Nigrinus. Demonax. The Hall. My Native Land. Octogenarians. A True Story. Slander. The Consonants at Law. The Carousal (Symposium) or The Lapiths
- L054 Volume II. The Downward Journey or The Tyrant. Zeus Catechized. Zeus Rants. The Dream or The Cock. Prometheus. Icaromenippus or The Sky-man. Timon or The Misanthrope. Charon or The Inspectors. Philosophies for Sale
- L130 Volume III. The Dead Come to Life or The Fisherman. The Double Indictment or Trials by Jury. On Sacrifices. The Ignorant Book Collector. The Dream or Lucian's Career. The Parasite. The Lover of Lies. The Judgement of the Goddesses. On Salaried Posts in Gr
- L162 Volume IV. Anacharsis or Athletics. Menippus or The Descent into Hades. On Funerals. A Professor of Public Speaking. Alexander the False Prophet. Essays in Portraiture. Essays in Portraiture Defended. The Goddesse of Surrye
- L302 Volume V. The Passing of Peregrinus. The Runaways. Toxaris or Friendship. The Dance. Lexiphanes. The Eunuch. Astrology. The Mistaken Critic. The Parliament of the Gods. The Tyrannicide. Disowned
- L430 Volume VI. How to Write History. The Dipsads. Saturnalia. Herodotus or Aetion. Zeuxis or Antiochus. A Slip of the Tongue in Greeting. Apology for the „Salaried Posts in Great Houses.“ Harmonides. A Conversation with Hesiod. The Scythian or The Consul. Her
- L431 Volume VII. Dialogues of the Dead. Dialogues of the Sea-Gods. Dialogues of the Gods. Dialogues of the Courtesans
- L432 Volume VIII. Soloecista. Lucius or The Ass. Amores. Halcyon. Demosthenes. Podagra. Ocypus. Cyniscus. Philopatris. Charidemus. Nero

##### Pausanias
- L093 Description of Greece: Volume I. Books 1–2 (Attica and Corinth)
- L188 Description of Greece: Volume II. Books 3–5 (Laconia, Messenia, Elis 1)
- L272 Description of Greece: Volume III. Books 6–8.21 (Elis 2, Achaia, Arcadia)
- L297 Description of Greece: Volume IV. Books 8.22–10 (Arcadia, Boeotia, Phocis and Ozolian Locris)
- L298 Description of Greece: Volume V. Maps, Plans, Illustrations and General Index

##### Philostratos der Ältere und Philostratos der Jüngere
- L256 Philostratus the Elder: Imagines. Philostratus the Younger, Imagines. Callistratus, Descriptions

##### Strabon
- L049 Geography: Volume I. Books 1–2
- L050 Geography: Volume II. Books 3–5
- L182 Geography: Volume III. Books 6–7
- L196 Geography: Volume IV. Books 8–9
- L211 Geography: Volume V. Books 10–12
- L223 Geography: Volume VI. Books 13–14
- L241 Geography: Volume VII. Books 15–16
- L267 Geography: Volume VIII. Book 17 and General Index

### Lateinisch

#### Ammianus Marcellinus
- L300 Roman History: Volume I. Books 14–19
- L315 Roman History: Volume II. Books 20–26
- L331 Roman History: Volume III. Books 27–31. Excerpta Valesiana

#### Apuleius
- L044 Metamorphoses (The Golden Ass): Volume I. Books 1–6
- L453 Metamorphoses (The Golden Ass): Volume II. Books 7–11

#### Augustinus
- L026 Confessions: Volume I. Books 1–8
- L027 Confessions: Volume II. Books 9–13
- L239 Select Letters
- L411 City of God: Volume I. Books 1–3
- L412 City of God: Volume II. Books 4–7
- L413 City of God: Volume III. Books 8–11
- L414 City of God: Volume IV. Books 12–15
- L415 City of God: Volume V. Books 16–18.35
- L416 City of God: Volume VI. Books 18.36–20
- L417 City of God: Volume VII. Books 21–22

#### Ausonius
- L096 Ausonius: Volume I. Books 1–17
- L115 Ausonius: Volume II. Books 18–20. Paulinus Pellaeus: Eucharisticus

#### Beda
- L246 Historical Works: Volume I. Ecclesiastical History, Books 1–3
- L248 Historical Works: Volume II. Ecclesiastical History, Books 4–5. Lives of the Abbots. Letter to Egbert

#### Boethius
- L074 Theological Tractates. The Consolation of Philosophy

#### Julius Caesar
- L072 Volume I. Gallic War
- L039 Volume II. Civil Wars
- L402 Volume III. Alexandrian, African, and Spanish Wars

#### Cato und Varro
- L283 On Agriculture ISBN 0-674-99313-6.

#### Catull
- L006 Also contains the works of Tibullus; Sulpicia; and (Tiberianus?): Pervigilium Veneris

#### Celsus
- L292 On Medicine: Volume I. Books 1–4
- L304 On Medicine: Volume II. Books 5–6
- L336 On Medicine: Volume III. Books 7–8

#### Cicero
- L403 Volume I. Rhetorica ad Herennium
- L386 Volume II. On Invention (De inventione). The Best Kind of Orator (De Optimo Genere Oratorum). Topics (Topica)
- L348 Volume III. On the Orator (De oratore) Books 1–2
- L349 Volume IV. On the Orator (De Oratore) Book 3. On Fate (De fato). Stoic Paradoxes (Paradoxa Stoicorum). On the Divisions of Oratory (De Partitione Oratoria)
- L342 Volume V. Brutus. Orator
- L240 Volume VI. Pro Quinctio. Pro Roscio Amerino. Pro Roscio Comoedo. The Three Speeches on the Agrarian Law Against Rullus
- L221 Volume VII. The Verrine Orations I: Against Caecilius. Against Verres, Part 1; Part 2, Books 1–2
- L293 Volume VIII. The Verrine Orations II: Against Verres, Part 2, Books 3–5
- L198 Volume IX. Pro Lege Manilia. Pro Caecina. Pro Cluentio. Pro Rabirio Perduellionis Reo
- L324 Volume X. In Catilinam 1–4. Pro Murena. Pro Sulla. Pro Flacco
- L158 Volume XI. Pro Archia. Post Reditum in Senatu. Post Reditum ad Quirites. De Domo Sua. De haruspicum responsis. Pro Cn. Plancio
- L309 Volume XII. Pro Sestio. In Vatinium
- L447 Volume XIII. Pro Caelio. De Provinciis Consularibus. Pro Balbo
- L252 Volume XIV. Pro Milone. In Pisonem. Pro Scauro. Pro Fonteio. Pro Rabirio Postumo. Pro Marcello. Pro Ligario. Pro Rege Deiotaro
- L189 Volume XVa. Philippics 1–6
- L507 Volume XVb. Philippics 7–14
- L213 Volume XVI. On the Republic (De re publica). On the Laws (De legibus)
- L040 Volume XVII. On Ends (De finibus)
- L141 Volume XVIII. Tusculan Disputations
- L268 Volume XIX. On the Nature of the Gods (De natura deorum). Academics (Academica)
- L154 Volume XX. On Old Age (De senectute). On Friendship (De amicitia). On Divination (De divinatione)
- L030 Volume XXI. On Duties (De officiis)
- L007N Volume XXII. Letters to Atticus 1–89
- L008N Volume XXIII. Letters to Atticus 90–165A
- L097N Volume XXIV. Letters to Atticus 166–281
- L205N Volume XXV. Letters to Friends 1–113
- L216N Volume XXVI. Letters to Friends 114–280
- L230N Volume XXVII. Letters to Friends 281–435
- L462N Volume XXVIII. Letters to Quintus and Brutus. Letter Fragments. Letter to Octavian. Invectives. Handbook of Electioneering
- L491 Volume XXIX. Letters to Atticus 282–426

#### Claudian
- L135 Volume I. Panegyric on Probinus and Olybrius. Against Rufinus 1 and 2. War Against Gildo. Against Eutropius 1 and 2. Fescennine Verses on the Marriage of Honorius. Epithalamium of Honorius and Maria. Panegyrics on the Third and Fourth Consulships of Honor
- L136 Volume II. On Stilicho's Consulship 2–3. Panegyric on the Sixth Consulship of Honorius. The Gothic War. Shorter Poems. Rape of Proserpina

#### Columella
- L361 On Agriculture: Volume I. Books 1–4
- L407 On Agriculture: Volume II. Books 5–9
- L408 On Agriculture: Volume III. Books 10–12. On Trees

#### Cornelius Nepos
- L467 Collected works

#### Curtius
- L368 History of Alexander: Volume I. Books 1–5
- L369 History of Alexander: Volume II. Books 6–10

#### Florus
- L231 Epitome of Roman History

#### Frontinus
- L174 Stratagems. De aquaeductu

#### Fronto
- L112 Correspondence: Volume I
- L113 Correspondence: Volume II

#### Gellius
- L195 Attic Nights: Volume I. Books 1–5
- L200 Attic Nights: Volume II. Books 6–13
- L212 Attic Nights: Volume III. Books 14–20

#### Horaz
- L033 Odes and Epodes
- L194 Satires. Epistles. The Art of Poetry

#### Hieronymus
- L262 Select Letters

#### Juvenal und Persius
- L091 Collected satires, ISBN 0-674-99102-8.

#### Livius
- L114 History of Rome: Volume I. Books 1–2
- L133 History of Rome: Volume II. Books 3–4
- L172 History of Rome: Volume III. Books 5–7
- L191 History of Rome: Volume IV. Books 8–10
- L233 History of Rome: Volume V. Books 21–22
- L355 History of Rome: Volume VI. Books 23–25
- L367 History of Rome: Volume VII. Books 26–27
- L381 History of Rome: Volume VIII. Books 28–30
- L295 History of Rome: Volume IX. Books 31, 34
- L301 History of Rome: Volume X. Books 35–37
- L313 History of Rome: Volume XI. Books 38–39
- L332 History of Rome: Volume XII. Books 40–42
- L396 History of Rome: Volume XIII. Books 43–45
- L404 History of Rome: Volume XIV. Summaries. Fragments. Julius Obsequens. General Index

#### Lukan
- L220 The Civil War (Pharsalia)

#### Lukrez
- L181 On the Nature of Things

#### Macrobius
- L510 Saturnalia: Volume I. Books 1–2
- L511 Saturnalia: Volume II. Books 3–5
- L512 Saturnalia: Volume III. Books 6–7

#### Manilius
- L469 Astronomica

#### Martial
- L094 Epigrams: Volume I. Spectacles, Books 1–5
- L095 Epigrams: Volume II. Books 6–10
- L480 Epigrams: Volume III. Books 11–14

#### Ovid
- L041 Volume I. Heroides. Amores
- L232 Volume II. Art of Love. Cosmetics. Remedies for Love. Ibis. Walnut-tree. Sea Fishing. Consolation
- L042 Volume III. Metamorphoses, Books 1–8
- L043 Volume IV. Metamorphoses, Books 9–15
- L253 Volume V. Fasti
- L151 Volume VI. Tristia. Ex Ponto

#### Petron
- L015 Satyricon, with Seneca the Younger's Apocolocyntosis

#### Plautus
- L060 Volume I. Amphitryon. The Comedy of Asses. The Pot of Gold. The Two Bacchises. The Captives
- L061 Volume II. Casina. The Casket Comedy. Curculio. Epidicus. The Two Menaechmuses
- L163 Volume III. The Merchant. The Braggart Soldier. The Ghost. The Persian
- L260 Volume IV. The Little Carthaginian. Pseudolus. The Rope
- L328 Volume V. Stichus. Trinummus. Truculentus. The Tale of a Travelling Bag. Fragments

#### Plinius der Jüngere
- L055 Letters and Panegyricus: Volume I. Books 1–7
- L059 Letters and Panegyricus: Volume II. Books 8–10. Panegyricus

#### Plinius (der Ältere)
- L330 Natural History: Volume I. Books 1–2
- L352 Natural History: Volume II. Books 3–7
- L353 Natural History: Volume III. Books 8–11
- L370 Natural History: Volume IV. Books 12–16
- L371 Natural History: Volume V. Books 17–19
- L392 Natural History: Volume VI. Books 20–23
- L393 Natural History: Volume VII. Books 24–27. Index of Plants
- L418 Natural History: Volume VIII. Books 28–32. Index of Fishes
- L394 Natural History: Volume IX. Books 33–35
- L419 Natural History: Volume X. Books 36–37

#### Properz
- L018N Elegies

#### Prudentius
- L387 Volume I. Preface. Daily Round. Divinity of Christ. Origin of Sin. Fight for Mansoul. Against Symmachus 1
- L398 Volume II. Against Symmachus 2. Crowns of Martyrdom. Scenes From History. Epilogue

#### Quintilian
- L124N The Orator's Education: Volume I. Books 1–2
- L125N The Orator's Education: Volume II. Books 3–5
- L126N The Orator's Education: Volume III. Books 6–8
- L127N The Orator's Education: Volume IV. Books 9–10
- L494N The Orator's Education: Volume V. Books 11–12
- L500 The Lesser Declamations: Volume I
- L501 The Lesser Declamations: Volume II

#### Sallust
- L116 War with Catiline. War with Jugurtha. Selections from the Histories. Doubtful Works
- L522N Volume II. Fragments of the Histories. Letters to Caesar

#### Seneca der Ältere
- L463 Declamations: Volume I. Controversiae, Books 1–6
- L464 Declamations: Volume II. Controversiae, Books 7–10. Suasoriae. Fragments

#### Seneca der Jüngere
- L214 Volume I. Moral Essays: De Providentia. De Constantia. De Ira. De Clementia
- L254 Volume II. Moral Essays: De Consolatione ad Marciam. De Vita Beata. De otio. De Tranquillitate Animi. De Brevitate Vitae. De Consolatione ad Polybium. De Consolatione ad Helviam
- L310 Volume III. Moral Essays: De Beneficiis
- L075 Volume IV. Epistles 1–65
- L076 Volume V. Epistles 66–92
- L077 Volume VI. Epistles 93–124
- L450 Volume VII. Naturales Quaestiones, Books 1–3
- L062 Volume VIII. Tragedies: Hercules Furens. Troades. Medea. Hippolytus or Phaedra. Oedipus
- L062N Volume VIII. Tragedies I: Hercules. Trojan Women. Phoenician Women. Medea. Phaedra
- L078 Volume IX. Tragedies II: Oedipus. Agamemnon. Thyestes. Hercules Oetaeus. Octavia
- L457 Volume X. Naturales Quaestiones, Books 4–7
- L015 Apocolocyntosis (als Beigabe zu Petronius’ Satyricon)

#### Sidonius
- L296 Volume I. Poems. Letters, Books 1–2
- L420 Volume II. Letters, Books 3–9

#### Silius Italicus
- L277 Punica: Volume I. Books 1–8
- L278 Punica: Volume II. Books 9–17

#### Statius
- L206N Volume I. Silvae
- L207N Volume II. Thebaid, Books 1–7
- L498 Volume III. Thebaid, Books 8–12. Achilleid

#### Sueton
- L031 The Lives of the Caesars: Volume I. Julius. Augustus. Tiberius. Gaius. Caligula
- L038 The Lives of the Caesars: Volume II. Claudius. Nero. Galba, Otho, and Vitellius. Vespasian. Titus, Domitian. Lives of Illustrious Men: Grammarians and Rhetoricians. Poets (Terence. Virgil. Horace. Tibullus. Persius. Lucan). Lives of Pliny the Elder and Passienus Crispus

#### Tacitus
- L035 Volume I. Agricola. Germania. Dialogue on Oratory
- L111 Volume II. Histories 1–3
- L249 Volume III. Histories 4–5. Annals 1–3
- L312 Volume IV. Annals 4–6, 11–12
- L322 Volume V. Annals 13–16

#### Terenz
- L022N Volume I. The Woman of Andros. The Self-Tormentor. The Eunuch
- L023N Volume II. Phormio. The Mother-in-Law. The Brothers

#### Tertullian und Marcus Minucius Felix
- L250 Apology and De Spectaculis*. Octavius

#### Valerius Flaccus
- L286 Argonautica

#### Valerius Maximus
- L492 Memorable Doings and Sayings : Volume I. Books 1–5
- L493 Memorable Doings and Sayings: Volume II. Books 6–9

#### Varro
- L333 On the Latin Language: Volume I. Books 5–7
- L334 On the Latin Language: Volume II. Books 8–10. Fragments

#### Velleius Paterculus
- L152 Compendium of Roman History. Res Gestae Divi Augusti

#### Vergil
- L063N Volume I. Eclogues. Georgics. Aeneid, Books 1–6
- L064N Volume II. Aeneid Books 7–12, Appendix Vergiliana

#### Vitruv
- L251 On Architecture: Volume I. Books 1–5
- L280 On Architecture: Volume II. Books 6–10

#### Kleinere lateinische Dichter
herausgegeben von John Wight Duff und Arnold M. Duff
- L284 Minor Latin Poets: Volume I. Publilius Syrus. Elegies on Maecenas. Grattius. Calpurnius Siculus. Laus Pisonis. Einsiedeln Eclogues. Aetna
- L434 Minor Latin Poets: Volume II. Florus. Hadrian. Nemesianus. Reposianus. Tiberianus. Distichs of Cato. Phoenix. Avianus. Rutilius Claudius Namatianus. Others

#### Historia Augusta
herausgegeben von David Magie
- L139 Scriptores Historiae Augustae: Volume I. Hadrian. Aelius. Antoninus Pius. Marcus Aurelius. L. Verus. Avidius Cassius. Commodus. Pertinax. Didius Julianus. Septimius Severus. Pescennius Niger. Clodius Albinus
- L140 Scriptores Historiae Augustae: Volume II. Caracalla. Geta. Opellius Macrinus. Diadumenianus. Elagabalus. Severus Alexander. The Two Maximini. The Three Gordians. Maximus and Balbinus
- L263 Scriptores Historiae Augustae: Volume III. The Two Valerians. The Two Gallieni. The Thirty Pretenders. The Deified Claudius. The Deified Aurelian. Tacitus. Probus. Firmus, Saturninus, Proculus and Bonosus. Carus, Carinus and Numerian

#### Papyri
- L266 Volume I. Private Documents (Agreements, Receipts, Wills, Letters, Memoranda, Accounts and Lists, and Others)
- L282 Volume II. Public Documents (Codes and Regulations, Edicts and Orders, Public Announcements, Reports of Meetings, Judicial Business, Petitions and Applications, Declarations to Officials, Contracts, Receipts, Accounts and Lists, Correspondence)
- L360 Volume III. Poetry

#### Altlateinisch (Remains of Old Latin)
herausgegeben von Eric Herbert Warmington
- L294 Remains of Old Latin: Volume I. Ennius. Caecilius (1935, revised 1956; ISBN 0-674-99324-1)
- L314 Remains of Old Latin: Volume II. Livius Andronicus. Naevius. Pacuvius. Accius (1936; ISBN 0-674-99347-0)
- L329 Remains of Old Latin: Volume III. Lucilius. The Law of the Twelve Tables (1938, revised 1967; ISBN 0-674-99363-2)
- L359 Remains of Old Latin: Volume IV. Archaic Inscriptions (1940; ISBN 0-674-99396-9)